# Bantan Pelita
Bantan Pelita is een bestuurslaag in het regentschap Ogan Komering Ulu van de provincie Zuid-Sumatra, Indonesië. Bantan Pelita telt 2202 inwoners (volkstelling 2010).